# Teatre Gaudí Barcelona
El Teatre Gaudí Barcelona (TGB) és un espai teatral inaugurat el febrer de 2008 al Barri de la Sagrada Família de l'Eixample de Barcelona. Està ubicat al número 120 del carrer de Sant Antoni Maria Claret, a un local que havia estat un antic supermercat i, abans d'això, una fàbrica de mobles. L'espai va ser creat pel mateix equip que el 1995 va fundar el Versus Teatre al Fort Pienc: el director i dramaturg Ever Blanchet i els intèrprets Jesús Fernández i Maria Clausó. El setembre del 2024 es va anunciar que Blanchet i Clausó cedien la gestió del teatre a la productora Buganvilia, capitanejada pels intèrprets Gemma Deusedas, Anna Carreño i Màrius Hernández.
El Teatre Gaudí Barcelona té dues sales batejades amb noms clau del món titellaire català: la Sala Gran, anomenada Sala La Claca, en honor de la veterana companyia titellaire homònima de prestigi internacional, i la Sala Petita o Sala Teresa Calafell, en record d'aquesta destacada titellaire fundadora de La Claca juntament amb Joan Baixas. La Sala Gran, amb un característic escenari a quatre bandes, té un aforament de 226 espectadors i la Petita pot acollir una quarantena de persones.
Juntament amb la Sala Versus, el TGB és un dels pocs espais escènics de Barcelona que no tanca a l'agost.

## Història
Inaugurat amb la proposta musical Sondheim: déus del teatre, somrieu, en homenatge al compositor Stephen Sondheim, el Teatre Gaudí s'ha anat consolidant al llarg dels anys com un espai de referència del gènere musical a Barcelona.
Des dels seus inicis el TGB va estar gestionat per les companyies Versus Teatre, liderada per Ever Blanchet, i Teatre de la Nau, liderada per Maria Clausó. La intenció de l'equip fundador era oferir un repertori més alternatiu al Versus Teatre, de la seva mateixa propietat, i un de més popular i consolidat al TGB. Fins al maig del 2018 el director artístic d'ambdues sales va ser Ever Blanchet. A partir de llavors, la direcció del Versus Teatre, rebatejat com a Sala Versus Glòries, va recaure en Ramon Godino i Jofre Blesa i la seva gestió va passar a mans de la productora Apunta Teatre SCCL.
Sota la direcció de Blanchet i el seu equip, el TGB es va caracteritzar per oferir una barreja de títols d'autors consolidats i propostes de teatre emergent, amb una notable aposta pel teatre musical. En prendre el relleu de la gestió, l'equip de Buganvilia va anunciar que apostaria per la multiprogramació i que inclouria música, dansa i espectacles familiars a la cartellera del teatre.

## Estrenes destacades
El TGB ha estrenat diversos musicals que no han trigat a saltar a sales més grans de la ciutat de Barcelona a causa del seu èxit; és el cas d'El despertar de la primavera (2016), un musical basat en l'obra homònima de Frank Wedekind, que posteriorment va fer dues temporades al Teatre Victòria, o de Sugar: ningú no es perfecte (2015), musical basat en la pel·lícula Some like it hot de Billy Wilder, que posteriorment va passar per l'Eixample Teatre, el Tívoli i el Coliseum.
Altres èxits musicals estrenats en aquest espai han estat: Per sobre de totes les coses (2014) i El futbol és així (de gai) (2018), ambdós de temàtica LGTBI.